# Kabupaten de Sumba du Sud-Ouest
Le kabupaten de Sumba du Sud-Ouest, en indonésien Kabupaten Sumba Barat Daya, est un kabupaten de la province des petites îles de la Sonde orientales en Indonésie.

## Géographie
Il est composé d'une partie de l'île de Sumba.

## Divisions administratives
Il est divisé en huit kecamatans :
- Kodi Bangedo
- Kodi
- Kodi Utara
- Wewewa Selatan
- Wewewa Barat
- Wewewa Timur
- Wewewa Utara
- Loura